# Покрово-Пригородное
Покрово-Пригородное — село в Тамбовской области России. Входит в городской округ город Тамбов. 
С 2004 по 2022 год — административный центр Покрово-Пригородного сельсовета. 

## География
Покрово-Пригородное расположено на Окско-Донской равнине, на южной границе города Тамбова, примыкая к Советскому внутригородскому району. 
В окрестностях села находится часть Тамбовского (Татарского) вала — памятника истории и археологии.
Климат умеренно континентальный. Из почв преобладает чернозём.

## Этимология
До конца XIX века село Покрово-Пригородное называлось Покровскими выселками. Это название оно получило из-за того, что его основали люди, жившие в Покровской слободе, и переселившееся на то место, где она находится сейчас. 

## История
Во время строительства Тамбовской крепости Белгородской засечной черты в 1636 году была основана Покровская слобода. Она находилась на юге Тамбова, около реки Цны, и была заселена преимущественно казаками. Жители слободы занимались сельским хозяйством и изготавливали кирпич для продажи. До начала 20-х годов XIX века предки современных жителей села постоянно проживали в Покровской слободе города Тамбова, а затем переселились примерно в 5 км к югу от Тамбова.
Впервые Покровские выселки упоминаются в документах 1734 года. В то время в нём проживало 1602 человека и оно находилось в шести километрах от Тамбова.
Со 2 по 12 сентября 2022 года на платформе Госуслуги проходил опрос жителей села по отношению к инициативе включения населённого пункта в состав городского округа Тамбов.
До 2022 года село было административным центром Покрово-Пригородного сельсовета.

## Население
| 1979 | 2002  | 2010  | 2021  |
| ---- | ----- | ----- | ----- |
| 6281 | ↘5163 | ↗5454 | ↘4806 |

## Транспорт
Село расположено на частной трассе «Тамбов – Котовск – Покрово-Пригородное», и федеральной трассе P193.